# Master (hudební skupina)
Master je původně americká deathmetalová kapela, kterou založil v roce 1983 v Chicagu zpěvák a baskytarista Paul Speckmann. Master je společně se skupinou Death považována za první deathmetalovou kapelu na světě. Do roku 1998 vydala čtyři studiová alba. V roce 1999 se Speckmann podílel na projektu Martyr a následně se přestěhoval do Uherského Hradiště, kde se stal členem kapely Krabathor. V roce 2002 natočil Speckmann s kytaristou a bubeníkem Krabathoru pod hlavičkou Master nové album. Poté se do sestavy namísto členů Krabathoru zapojili kytarista a bubeník skupiny Shaark, kteří se podíleli na vzniku zatím tří desek.

## Sestava
- Paul Speckmann – baskytara/zpěv
- Aleš Nejezchleba (alias Alex 93) – kytary
- Zdeněk Pradlovský (alias Zdenál) – bicí

## Diskografie
- Master (1990)
- On The Seventh Day God Created... Master (1992)
- Collection Of Souls (1993)
- Faith Is In Season (1998)
- Let's Start A War (2002)
- Unreleased 1985 Album (2003)
- The Spirit Of The West (2004)
- Four More Years of Terror (2005)
- Slaves To Society (2007)
- The Human Machine (2010)
- The New Elite (2012)
- The Witchhunt (2013)
- An Epiphany of Hate (2016)
- Vindictive Miscreant (2018)